# Dirk Meerkerk
Dirk Meerkerk (Gouda, ca. 1620 – aldaar, in of na 1660) was een Nederlandse schilder uit de 17e eeuw.
Hij werd geboren in Gouda, vermoedelijk in de voormalige Brouwerij van den Passer aan de Keizerstraat. Meerkerk heeft zijn vroege loopbaan in Gouda doorgebracht. Naast Gouda heeft hij ook tijd doorgebracht in Rome. Vervolgens verbleef hij geruime tijd in Nantes, waar hij werkte voor de bisschop van Nantes. Na zijn verblijf in Nantes keerde hij terug naar Gouda. Volgens Houbraken viel hij kort daarna, terugkomend van een begrafenis, in het water en verdronk. Zijn werkzame periode liep van 1640 tot 1660.
Er zijn geen werken van hem bekend.
- Biografisch Portaal: 75589132
- Digitale Bibliotheek voor de Nederlandse Letteren: meer159